# Technostruktura
Technostruktura – struktura organizacyjna, w której pracownicy starają się tworzyć standardy pracy, przestrzegają ich wykonywania, zajmują się utrzymywaniem systemów informacyjnych na określonym poziomie itp., a także dążą do standaryzacji, jednoznacznego określenia norm pracy. Jeśli uda się ustandaryzować normy pracy w organizacji, powstaje wówczas biurokracja maszynowa.
Termin ten został zdefiniowany przez Johna Kennetha Galbraitha w The New Industrial State (1967) w celu opisania grupy specjalistów w organizacji (lub innej strukturze organizacyjnej) mającej wpływ i kontrolę na wyniki firmy. Jest on ściśle powiązany z kapitalizmem menadżerskim, w którym menadżerowie i inne osoby mające wpływ na zarządzanie organizacją uzyskują więcej władzy i wpływu na proces decyzyjny.